# Voguéo
Voguéo era un servizio di trasporto pubblico su navetta fluviale sulla Senna e la Marna nell'area metropolitana di Parigi, in Francia.
Adottato dallo STIF nel 2007, il servizio è stato inaugurato il 28 giugno 2008 tra la stazione d’Austerlitz a Parigi e l'École vétérinaire de Maisons-Alfort, con un tempo di percorrenza medio di 35 minuti. Contrariamente ai servizi turistici fluviali parigini, la nuova linea basa i propri orari sugli spostamenti casa-lavoro e ha una tariffazione integrata al forfait esistente nell'Île-de-France, come le carte Intégrale e Orange; per i passeggeri occasionali è venduto a bordo un biglietto specifico, poiché il ticket T+ non è accettato. La linea fa rinascere in parte i servizi fluviali di trasporto passeggeri che si sono succeduti sulla Senna fino alla loro cancellazione nel 1934, a causa della concorrenza del trasporto su ferro. Il servizio è offerto dalla Compagnie des Batobus su barche dedicate.

## Storia

Mappa della linea

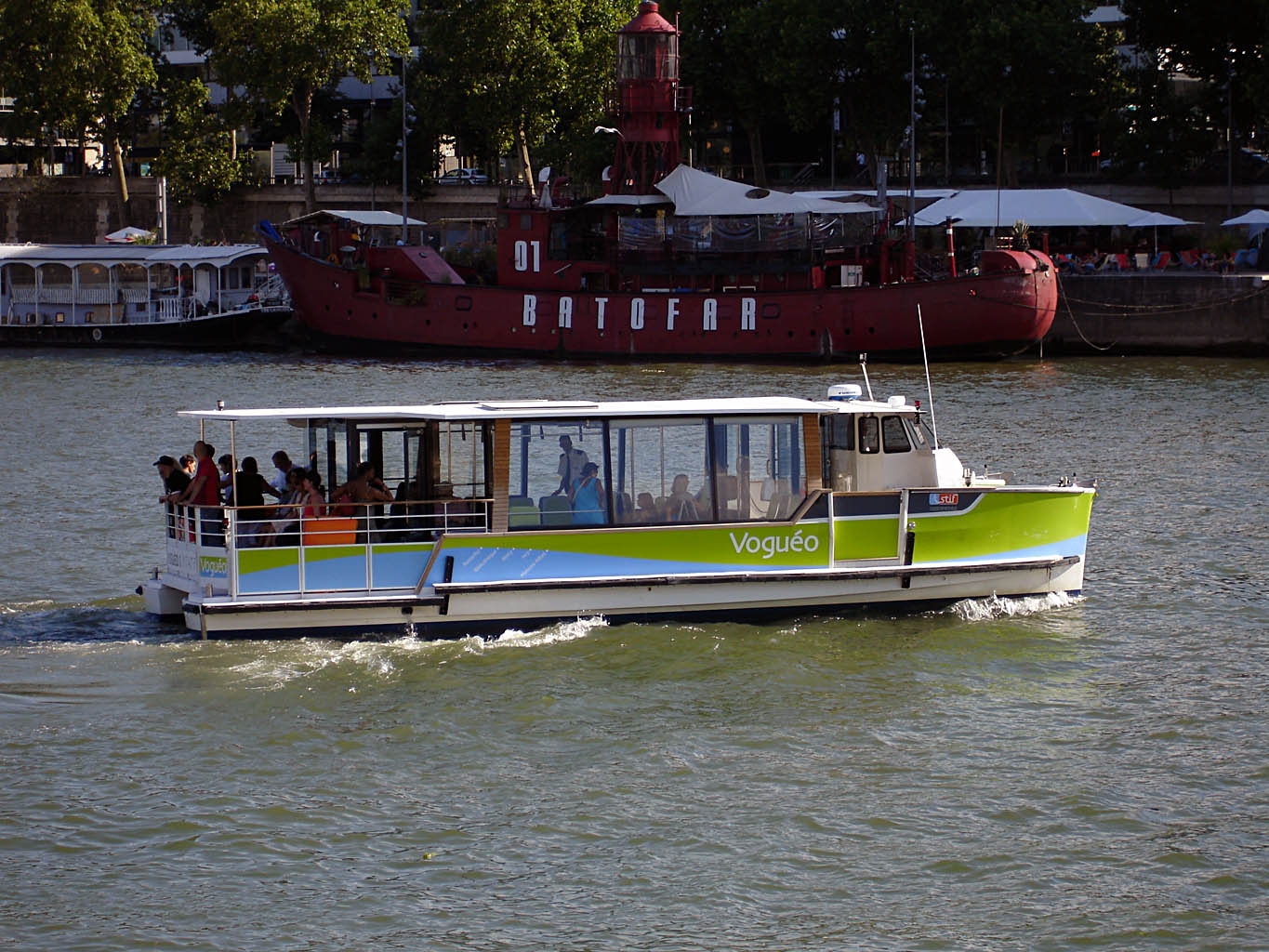
Una navetta fluviale del servizio Voguéo

- 1837: Apparizione dei battelli a vapore, gestiti dalla Compagnie des Bateaux à Vapeur de Paris à Saint-Cloud ;
- 1866: Riorganizzazione del servizio fluviale di trasporto passeggeri e creazione della Compagnie des Bateaux-Omnibus ;
- 1917: Cancellazione delle linee fluviali, all'epoca poco frequentate;
- 4 agosto 1921: Creazione di una linea gestita dalla Société des transports en commun de la région parisienne (STCRP), oggi RATP;
- 5 maggio 1934: Cancellazione del servizio fluviale sulla Senna;
- 11 luglio 2007: Il STIF lancia la sperimentazione di una navetta fluviale sulla Senna nella zona a monte di Parigi;
- Ottobre 2007: La gestione del servizio viene affidata alla Compagnie des Batobus per 2 anni e mezzo, sono ordinate quattro imbarcazioni a Fountaine Pajot;
- Fine novembre 2007: Vengono resi noti il nome e il logo di Voguéo ;
- 11 aprile 2008: Il primo battello naviga sulla Senna;
- 28 giugno 2008: Apertura della linea con cinque approdi;
- 5 giugno 2011: Abbandono del servizio.